# Roworejo (Kebumen)
Roworejo is een bestuurslaag in het regentschap Kebumen van de provincie Midden-Java, Indonesië. Roworejo telt 2354 inwoners (volkstelling 2010).